# Paradyschiria
Paradyschiria är ett släkte av tvåvingar. Paradyschiria ingår i familjen lusflugor.
Kladogram enligt Catalogue of Life:
| Paradyschiria | \| \| Paradyschiria curvata \| \| \| \| \| \| Paradyschiria fusca \| \| \| \| \| \| Paradyschiria lineata \| \| \| \| \| \| Paradyschiria parvula \| \| \| \| \| \| Paradyschiria parvuloides \| \| \| \| |
|               | \| \| Paradyschiria curvata \| \| \| \| \| \| Paradyschiria fusca \| \| \| \| \| \| Paradyschiria lineata \| \| \| \| \| \| Paradyschiria parvula \| \| \| \| \| \| Paradyschiria parvuloides \| \| \| \| |
|               | Paradyschiria curvata |
|               | |
|               | Paradyschiria fusca |
|               | |
|               | Paradyschiria lineata |
|               | |
|               | Paradyschiria parvula |
|               | |
|               | Paradyschiria parvuloides |
|               | |